# Síugrás az 1980. évi téli olimpiai játékokon
Az 1980. évi téli olimpiai játékokon a síugrás versenyszámait  Lake Placidben rendezték február 17-én és 23-án. Két versenyszámban avattak olimpiai bajnokot. A versenyeken magyar versenyző nem vett részt.

## Részt vevő nemzetek
A versenyeken 16 ország 55 versenyzője vett részt.
- Ausztria (AUT) (5)
- Csehszlovákia (TCH) (2)
- Egyesült Államok (USA) (6)
- Finnország (FIN) (4)
- Franciaország (FRA) (2)
- Japán (JPN) (4)
- Jugoszlávia (YUG) (3)
- Kanada (CAN) (3)
- Lengyelország (POL) (3)
- NDK (GDR) (6)
- NSZK (FRG) (3)
- Norvégia (NOR) (4)
- Olaszország (ITA) (1)
- Svájc (SUI) (4)
- Szovjetunió (URS) (4)

## Éremtáblázat
(Az egyes számoszlopok legmagasabb értéke, vagy értékei vastagítással kiemelve.)
| Az 1980. évi téli olimpiai játékok éremtáblázata síugrásban | Az 1980. évi téli olimpiai játékok éremtáblázata síugrásban | Az 1980. évi téli olimpiai játékok éremtáblázata síugrásban | Az 1980. évi téli olimpiai játékok éremtáblázata síugrásban | Az 1980. évi téli olimpiai játékok éremtáblázata síugrásban | Olimpia  |
| ----------------------------------------------------------- | ----------------------------------------------------------- | ----------------------------------------------------------- | ----------------------------------------------------------- | ----------------------------------------------------------- | -------- |
|                                                             | Ország                                                      | Arany                                                       | Ezüst                                                       | Bronz                                                       | Összesen |
| 1.                                                          | Ausztria (AUT)                                              | 1                                                           | 1                                                           | 0                                                           | 2        |
| 2.                                                          | Finnország (FIN)                                            | 1                                                           | 0                                                           | 1                                                           | 2        |
|                                                             |                                                             |                                                             |                                                             |                                                             |          |
| 3.                                                          | Japán (JPN)                                                 | 0                                                           | 1                                                           | 0                                                           | 1        |
| 3.                                                          | NDK (GDR)                                                   | 0                                                           | 1                                                           | 0                                                           | 1        |
|                                                             |                                                             |                                                             |                                                             |                                                             |          |
| Összesen                                                    | Összesen                                                    | 2                                                           | 2                                                           | 2                                                           | 6        |

## Érmesek
| Az 1980. évi téli olimpiai játékok érmesei síugrásban |                                   |       |                                |       |                                   |              |
| Versenyszám                                           | Arany                             | Arany | Ezüst                          | Ezüst | Bronz                             | Bronz        |
| Normálsánc (70 m)                                     | Toni Innauer · Ausztria (AUT)     | 266,3 | Manfred Deckert · NDK (GDR)    | 249,2 | Nem adták ki                      | Nem adták ki |
| Normálsánc (70 m)                                     | Toni Innauer · Ausztria (AUT)     | 266,3 | Hirokazu Jagi · Japán (JPN)    | 249,2 | Nem adták ki                      | Nem adták ki |
| Nagysánc (90 m)                                       | Jouko Törmänen · Finnország (FIN) | 271,0 | Hubert Neuper · Ausztria (AUT) | 262,4 | Jari Puikkonen · Finnország (FIN) | 248,5        |